# HIMAD

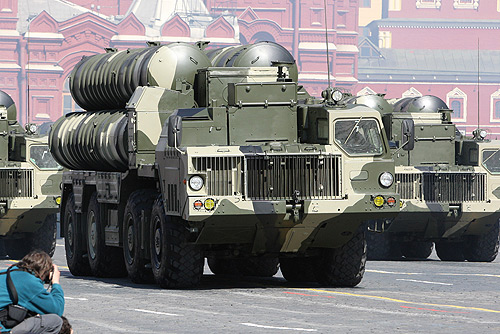
Misil ruso S-300 en un desfile.

La Defensa Aérea de Alta a Mediana (en inglés High to Medium Air Defense, HIMAD) es un grupo de armas y tácticas antiaéreas que tienen que ver con la defensa contra amenazas aéreas de altitud alta a media, principalmente aviones y misiles. HIMAD y sus complementos, SHORAD (Defensa Aérea de Corto Alcance) y THAAD (Defensa Terminal de Área de Gran Altitud) dividen la defensa aérea del espacio de batalla en cúpulas de responsabilidad basadas en la altitud y los rangos de armas defensivas.

## Sistemas por países

### Estados Unidos
Los sistemas HIMAD del ejército de los Estados Unidos incluyen:
- MIM-104 Patriot
- MIM-23 Hawk

### Rusia
Los sistemas HIMAD rusos incluyen:
- S-300
- S-400
- S-500

### China
- HQ-9
- HQ-22

### Francia / Italia
- Aster

### Alemania
- IRIS-T SLM

### Corea del Sur
- L-SAM

### India
- Barak 8 (desarrollado conjuntamente con Israel)
- XR-SAM

### Irán
- Bavar-373

### Israel
- Barak 8 (desarrollado conjuntamente con India)